# Fácánfélék

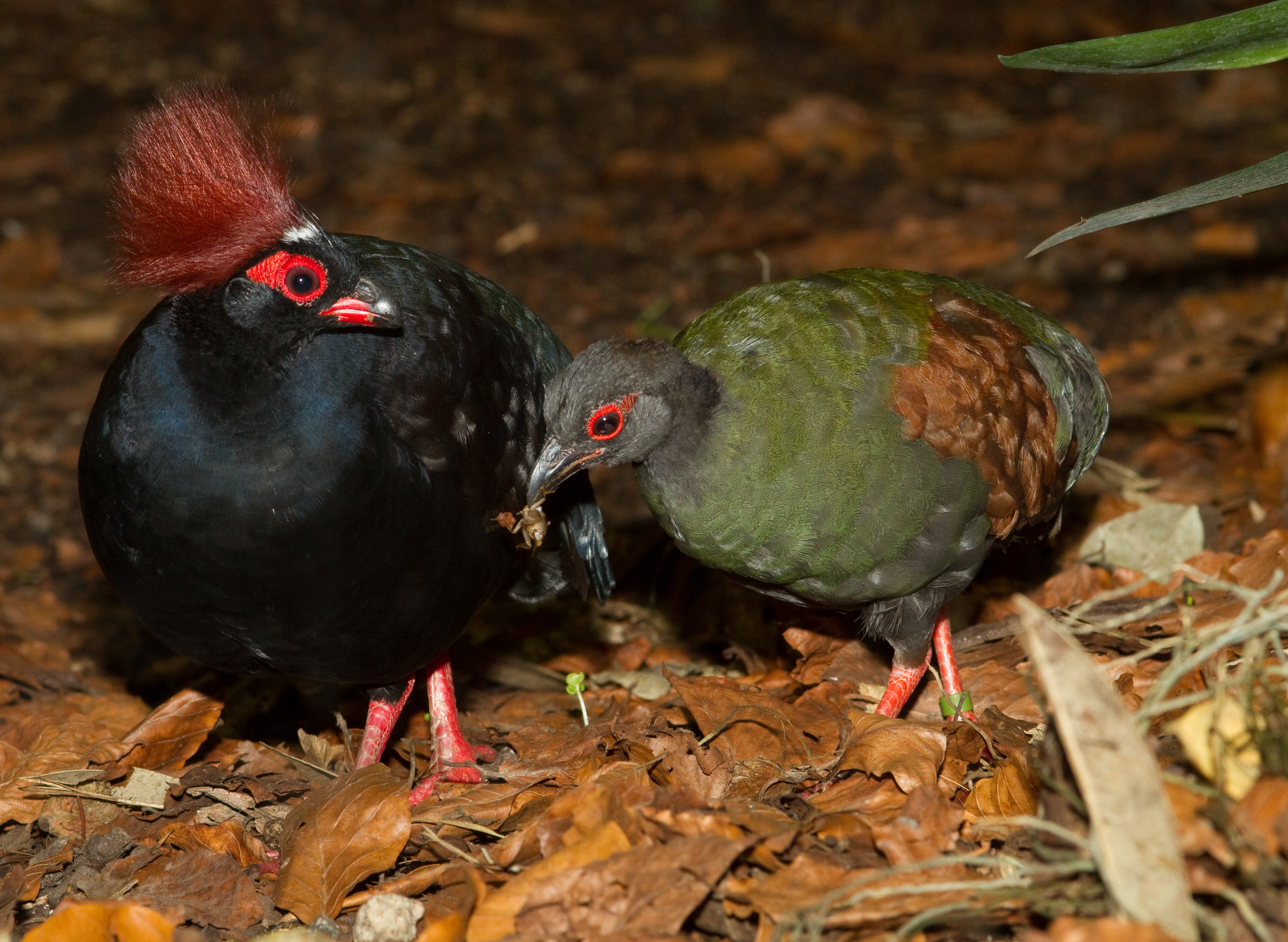
rulrul pár (Rollulus rouloul)

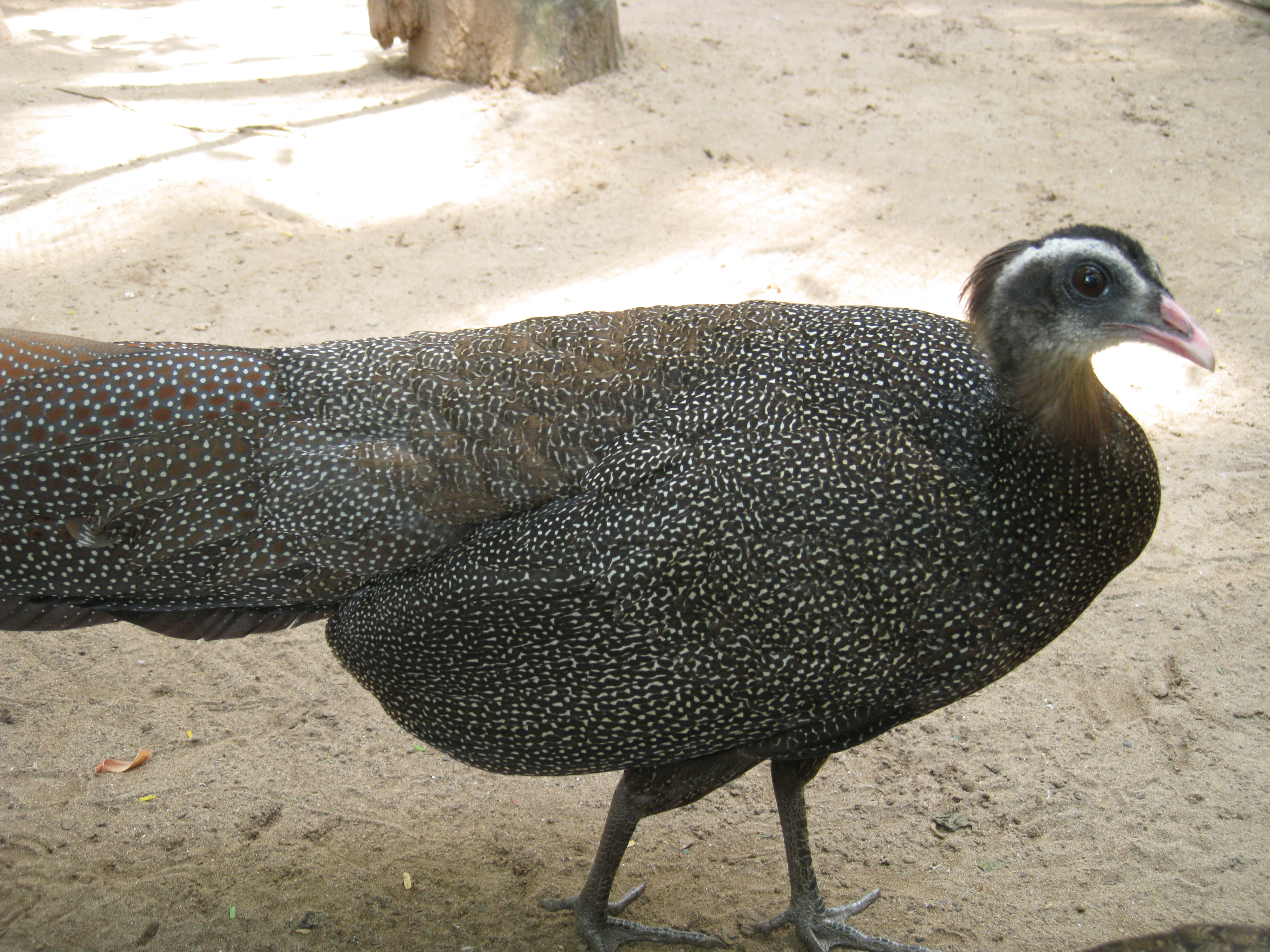
Gyöngyös páva (Rheinardia ocellata)

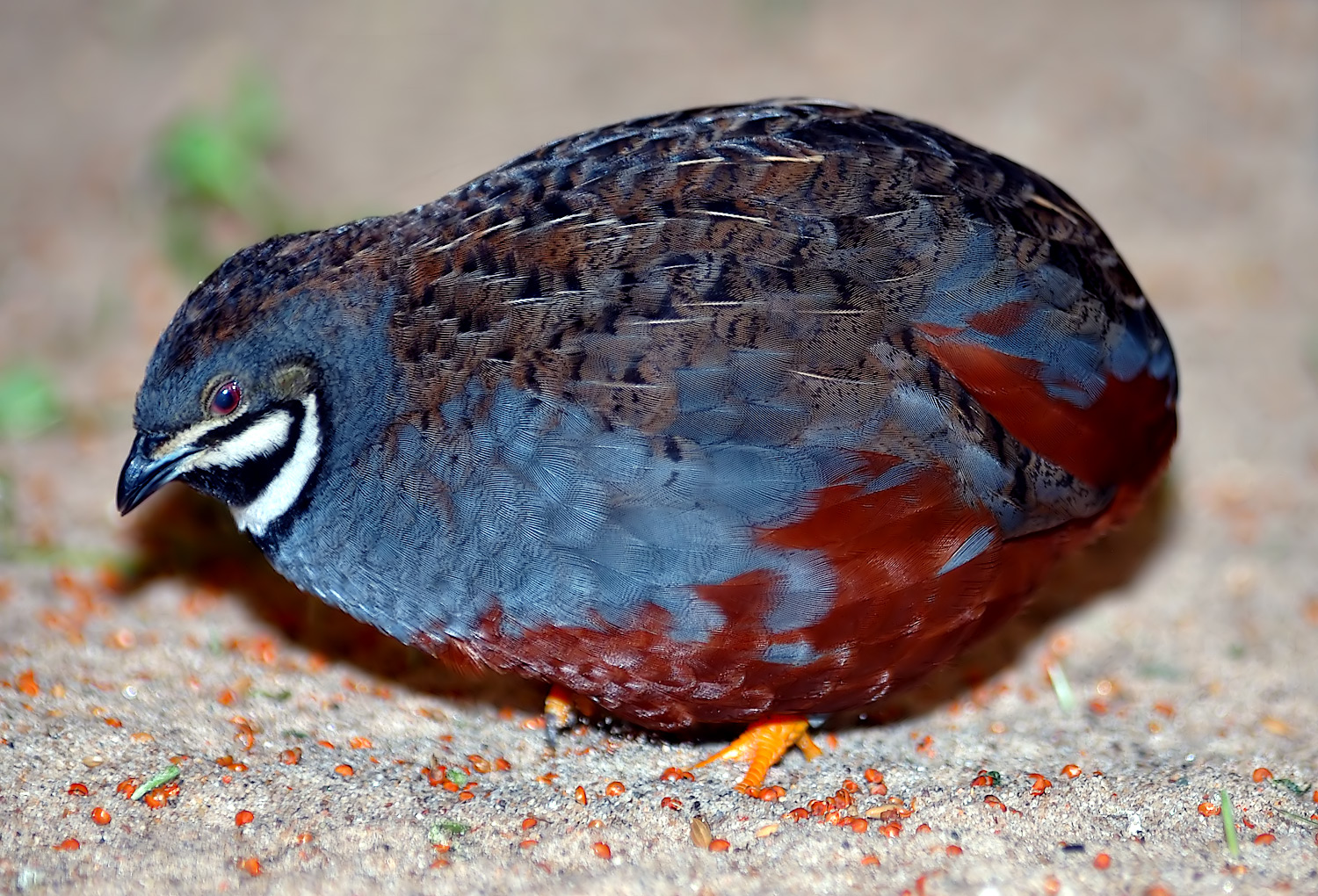
Kínai törpefürj (Coturnix chinensis)

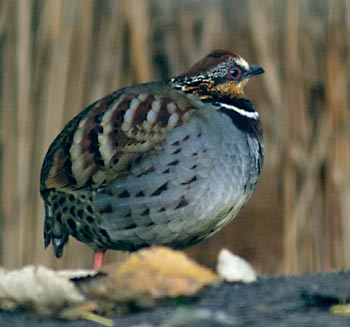
Galléros hegyifogoly (Arborophila gingica)

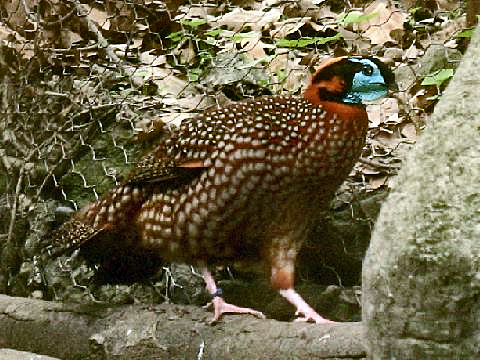
Kéktorkú tragopán (Tragopan temminckii)

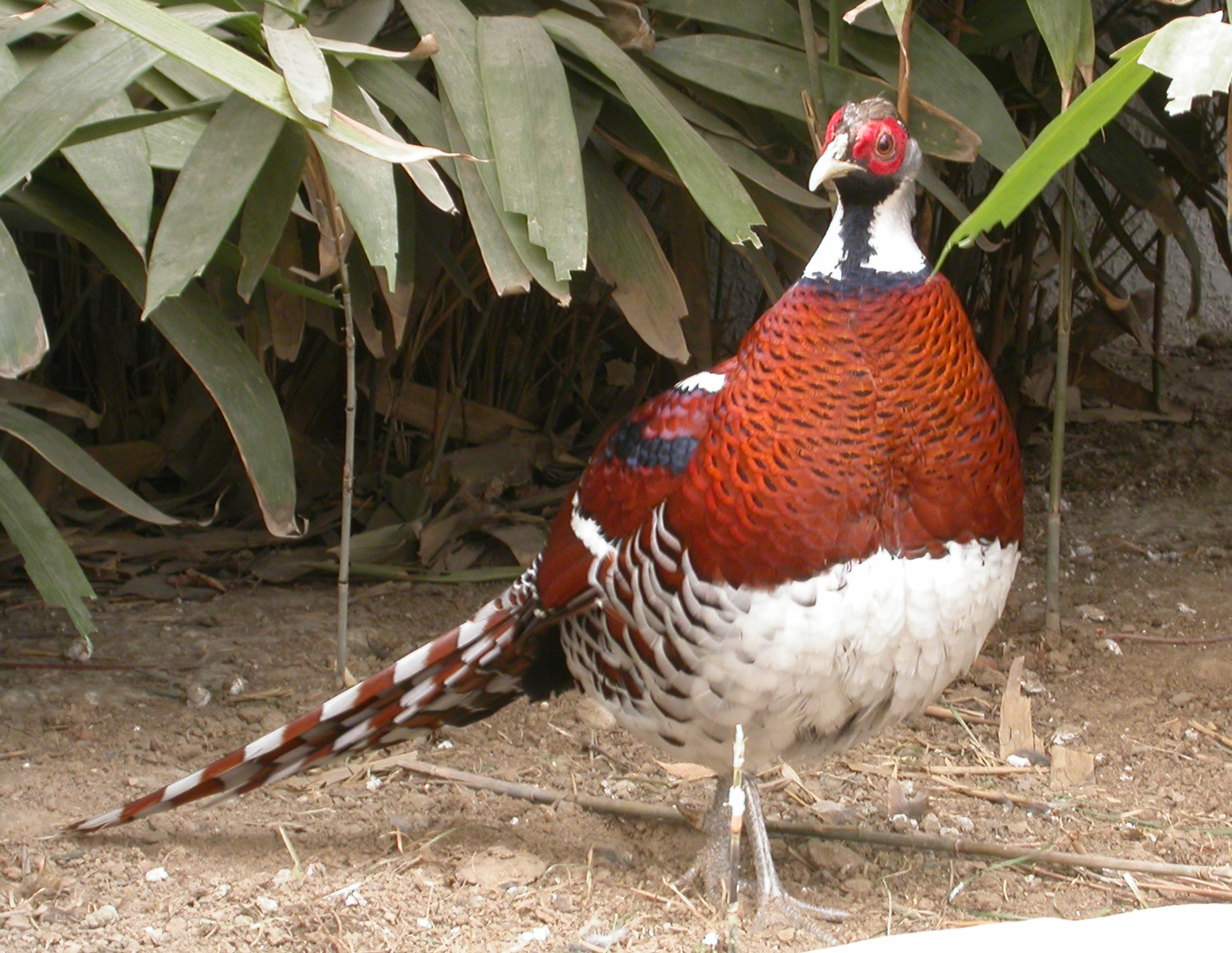
Elliot-fácán (Syrmaticus ellioti)

A fácánfélék (Phasianidae) a madarak osztályának tyúkalakúak (Galliformes) rendjébe tartozó család.
4 alcsalád, 46 nem és 182 faj tartozik a családba.
Egyes rendszerezők használják még a fogolyformák (Perdicinae), pulykaformák (Meleagridinae), fajdformák (Tetraoninae) alcsaládokat is.

## Rendszerezés
A család az alábbi 4 alcsaládot és 53 nemet foglalja magában.

### Rulrulformák
A rulrulformák (Rollulinae) alcsaládba 5 nem és 25 faj tartozik:
- Xenoperdix (udzungwai erdeifogoly) – 1 faj
- Caloperdix (rozsdás szemesfogoly) – 1 faj
- Rollulus (rulrul) – 1 faj
- Melanoperdix (fekete erdeifogoly) – 1 faj
- Arborophila (erdeifogoly) – 21 faj

### Pávafácánformák
A pávafácánformák (Polyplectroninae) alcsaládba 2 nem és 8 faj tartozik:
- Haematortyx (vérfürj) – 1 faj
- Polyplectron (pávafácán) – 8 faj

### Pávaformák
A pávaformák (Pavoninae) alcsaládba 4 nem 5 faja tartozik:
- Argusianus (Argus-páva) – 1 faj
- Rheinardia (gyöngyös páva) – 1 faj
- Afropavo (kongói páva) – 1 faj
- Pavo (páva) – 2 faj

### Tyúkformák
A tyúkformák (Gallinae) alcsaládba 3 nemzetségek, 24 nem és 90 faj tartozik:
- Gallini nemzetségbe 9 nemet sorolnak
  - Francolinus (frankolin) – 3 faj
  - Ortygornis (frankolin) – 3 faj
  - Bambusicola (bambusztyúk) – 3 faj
  - Galloperdix (sarkantyús tyúk) – 3 faj
  - Gallus (bankivatyúk) – 4 faj
  - Peliperdix (frankolin) – 1 faj
  - Campocolinus (frankolin) – 3 faj
  - Dendroperdix (frankolin) – 2 faj
  - Scleroptila (frankolin) – 6 faj

- Tetraogallini nemzetségbe 10 nemet sorolnak
  - Excalfactoria (fürj) – 2 faj
  -  Margaroperdix (madagaszkári gyöngyfürj)  – 1 faj
  -  Anurophasis (pápuai fürj) – 1 faj
  - Coturnix (fürj) – 7 faj
  - Tetraogallus (királyfogoly) – 5 faj
  - Alectoris (fogoly) – 7 faj
  - Ammoperdix (sivatagifogoly) – 2 faj
  - Ophrysia (himalájai fürj) – 1 kihalt faj
  - Perdicula (fogoly) – 4 faj
  - Pternistis (frankolin) – 23 faj

### Fácánformák
A fácánformák (Phasianinae) alcsaládba 5 nemzetség, 26 nem és 65 faj tartozik
- Ithaginini nemzetségbe 1 nemet sorolnak
  - Ithaginis (vérfácán) – 1 faj

- Lophophorini nemzetségbe 4 nemet sorolnak
  - Tragopan (tragopán) – 5 faj
  - Lerwa (hófogoly) – 1 faj
  - Tetraophasis (fajd) – 2 faj
  - Lophophorus (fényfácán) – 3 faj

- Meleagrini nemzetségbe 1 nemet sorolnak
  - Meleagris (pulyka) – 2 faj

- Tetraonini nemzetségbe 10 nemet sorolnak
  - Tetrastes (császármadár) – 2 faj
  - Bonasa (galléros császármadár) – 1 faj
  - Lagopus (hófajd) – 3 faj
  - Falcipennis (szibériai fajd) – 1 faj
  - Canachites (lucfajd) – 1 faj
  - Tetrao (siketfajd) – 2 faj
  - Lyrurus (nyírfajd) – 2 faj
  - Centrocercus (ürömfajd) – 2 faj
  - Dendragapus (kék fajd) – 2 faj
  - Tympanuchus (prérityúk) – 3 faj

- Phasianini nemzetségbe 10 nemet sorolnak
  - Pucrasia (közönséges copfosfácán) – 1 faj
  - Rhizothera (erdeifogoly) – 2 faj
  - Perdix (fogoly) – 3 faj
  - Syrmaticus (hosszúfarkú fácánok) – 5 faj
  - Chrysolophus (galléros fácán) – 2 faj
  - Phasianus (fácán) – 2 faj
  - Catreus (bóbitás fácán) – 1 faj
  - Crossoptilon (fülesfácán) – 4 faj
  - Lophura (csirkefácán) – 11 faj

## Képek

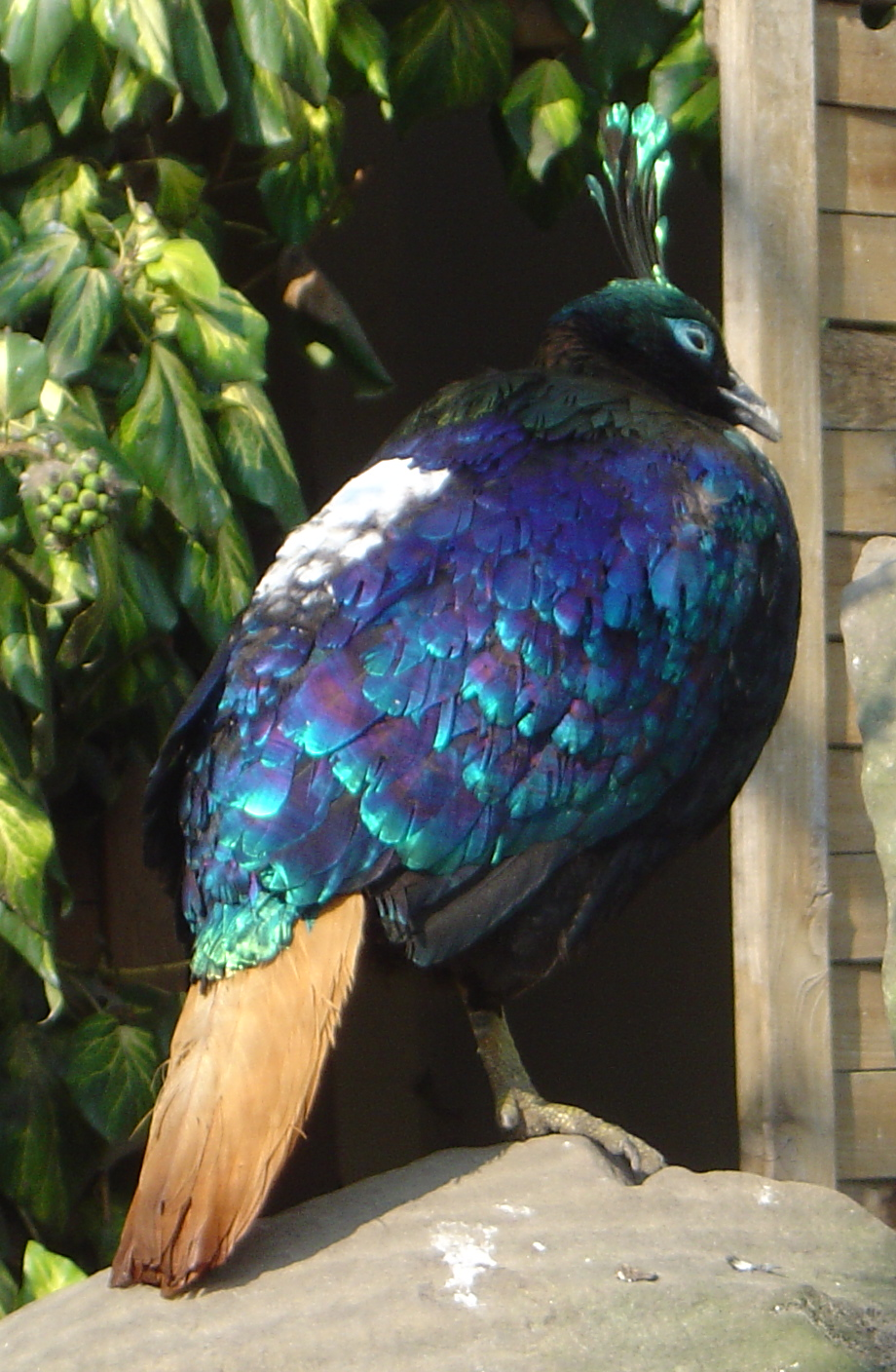
Himalájai fényfácán (Lophophorus impejanus)
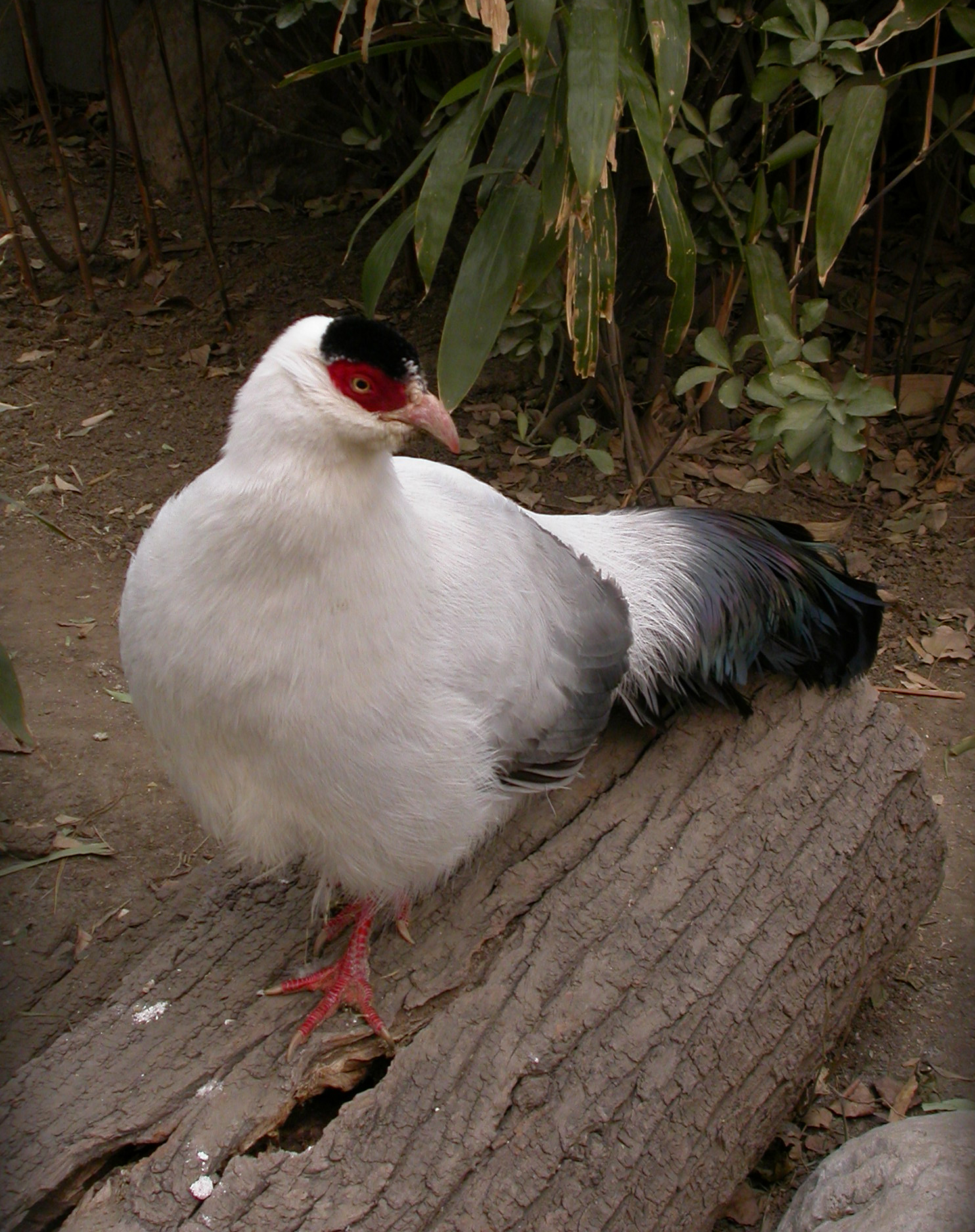
Fehér fülesfácán (Crossoptilon crossoptilon)
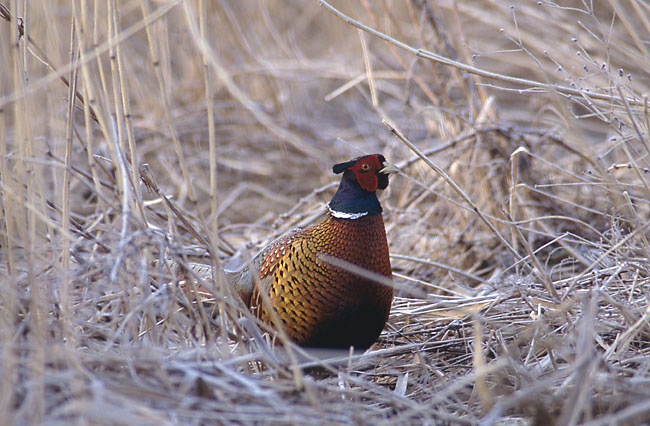
Fácán kakas (Phasanius colchicus)
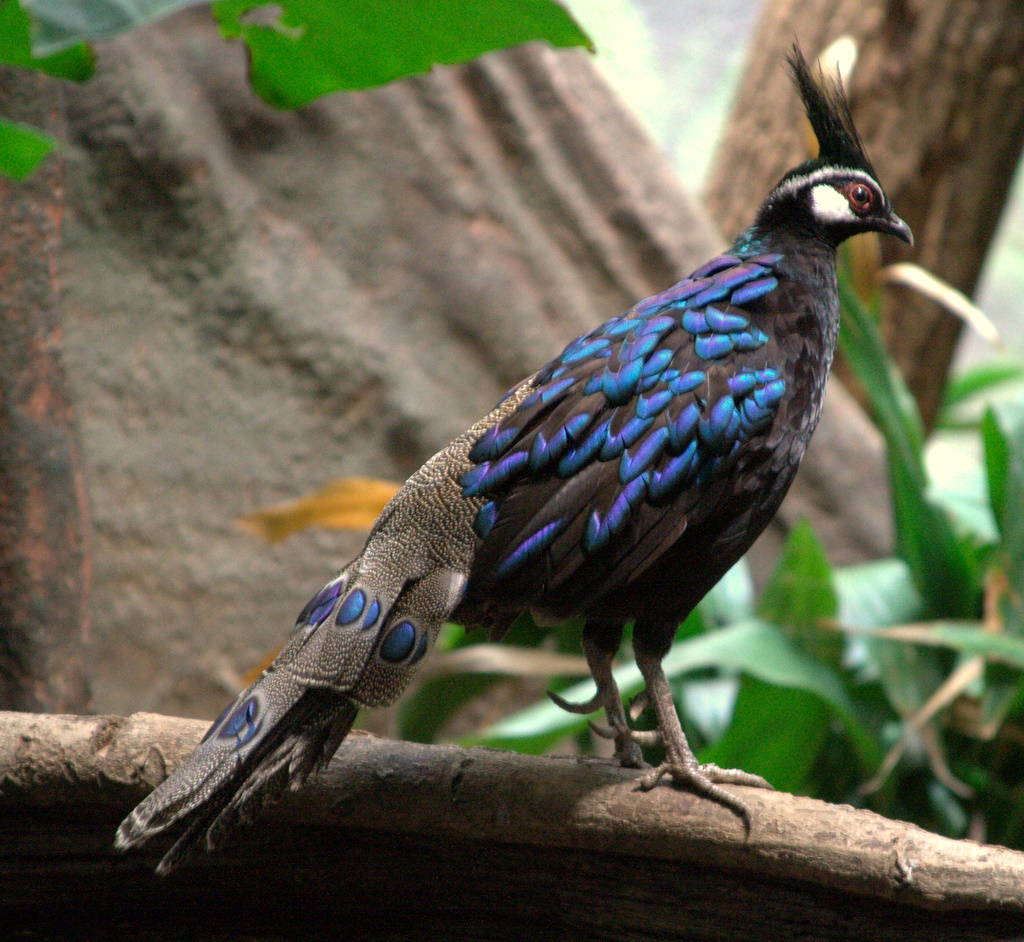
Díszes pávafácán (Polyplectron emphanum)
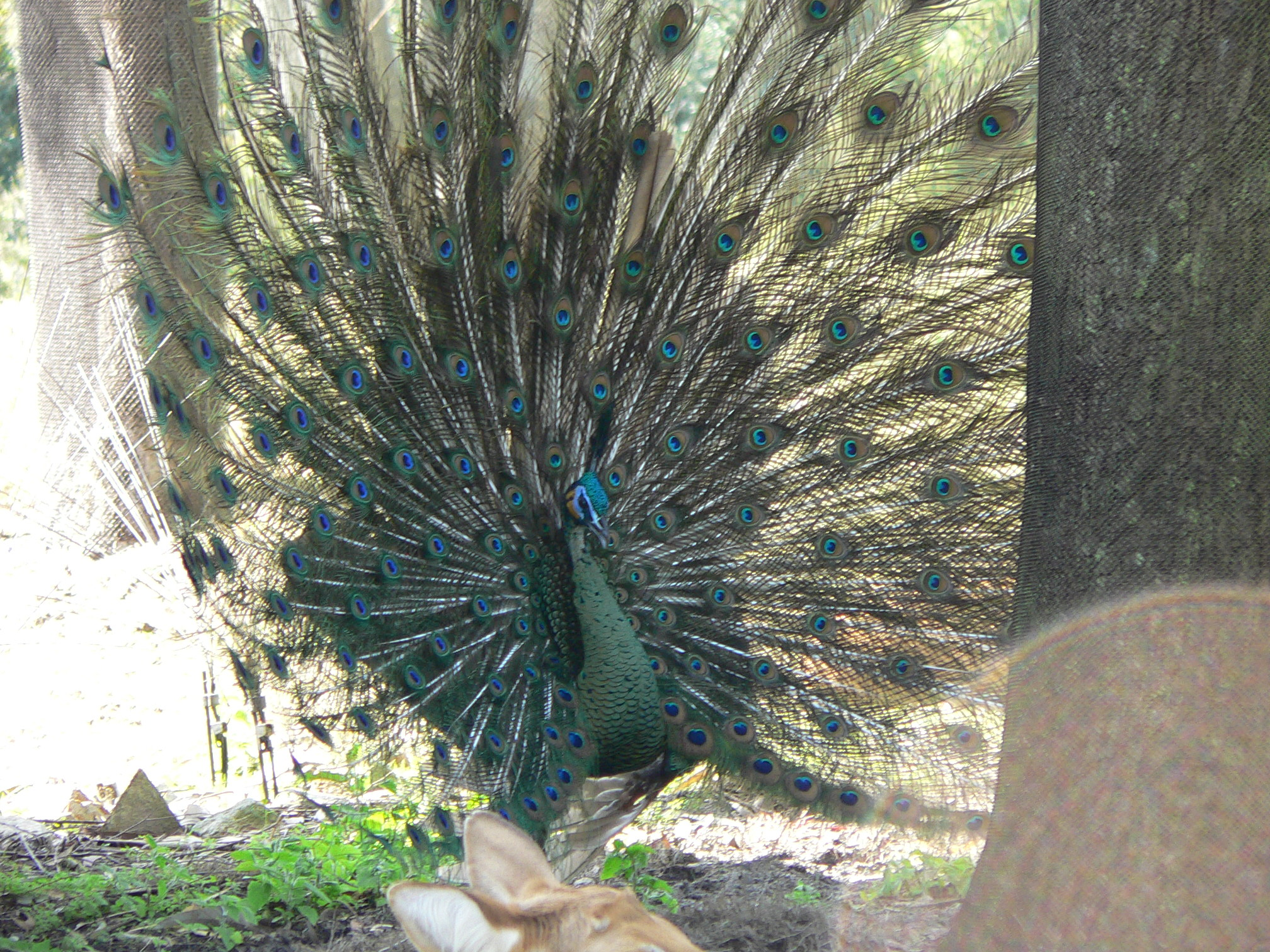
Zöld páva (Pavo muticus)
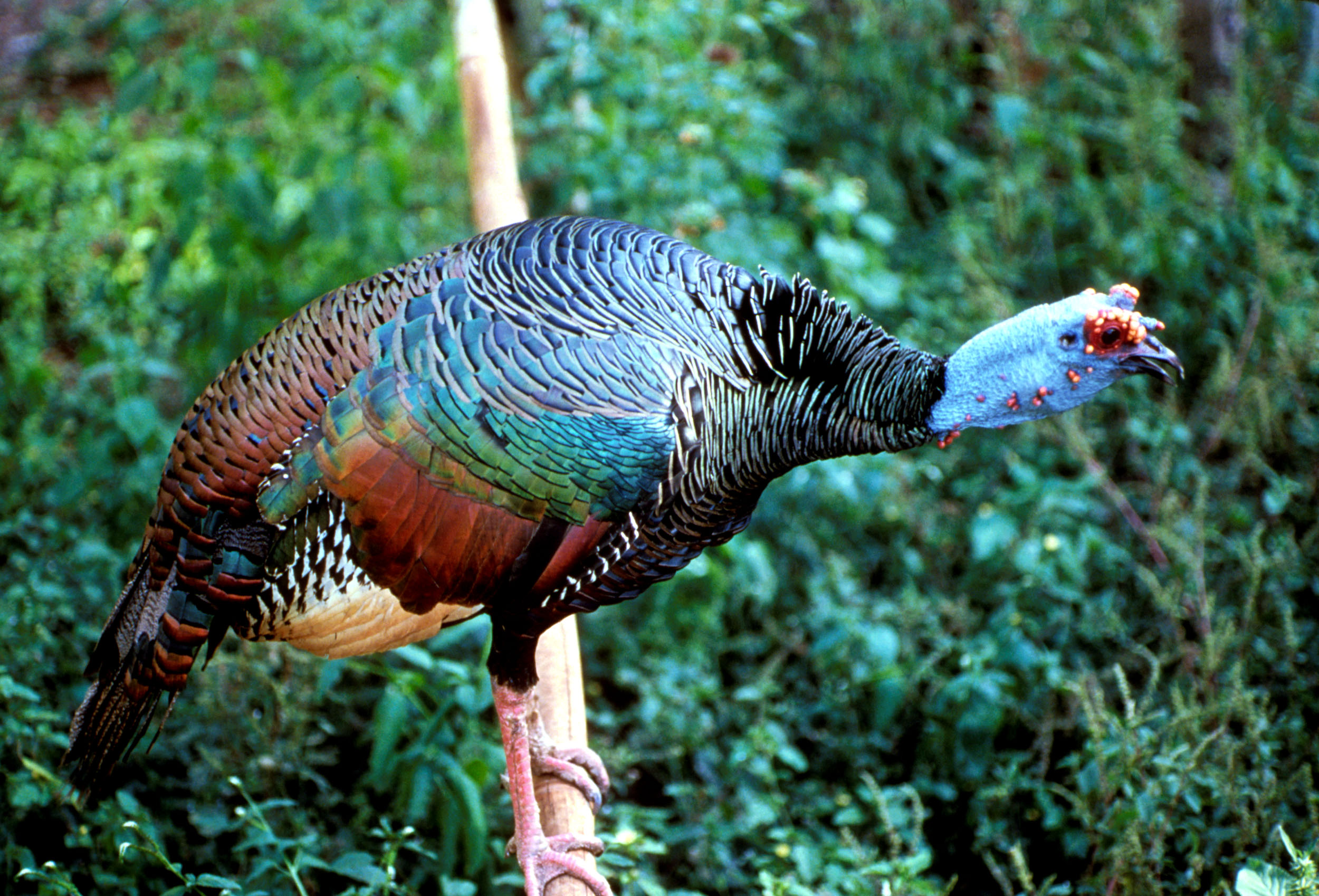
Pávaszemes pulyka (Meleagris ocellata)
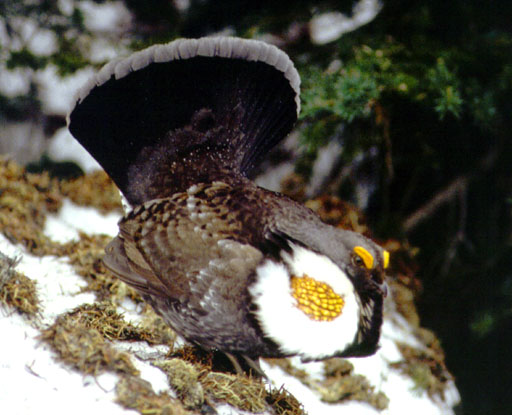
Kék fajd (Dendragapus obscurus)